# Pandaloïdeus
Els pandaloïdeus (Pandaloidea) són una superfamília de crustacis decàpodes de l'infraordre Caridea. Inclou la gamba panxuda (Plesionika edwardsii).

## Taxonomia
La superfamília Pandaloidea inclou dues famílies:
- Família Chlorotocellidae Komai, Chan & De Grave, 2019
- Família Pandalidae Haworth, 1825

La principal família al Mediterrani occidental, i una de les més habituals entre els crustacis carideus, és la dels pandàlids, amb la gamba panxuda (Plesionika edwardsii) com una de les espècies més comunes.

## Referències

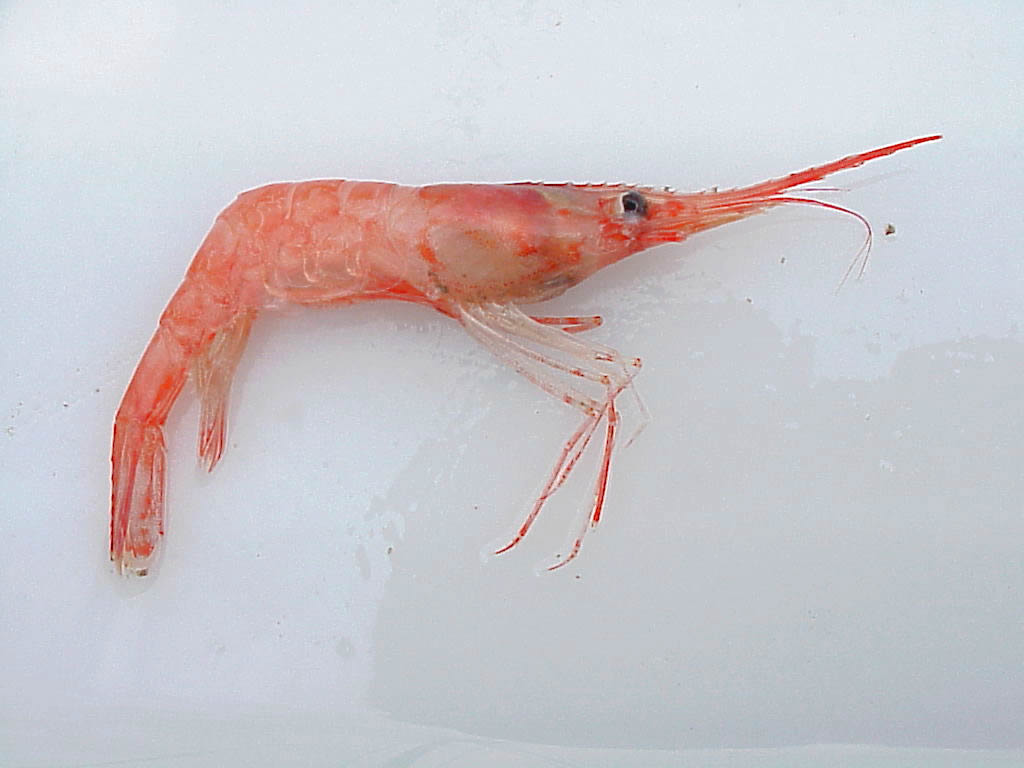
Pandalus borealis (Alaska).